# Rudolph Künkler
Rudolph Künkler (* 31. Juli 1873 in Frankfurt am Main; † 13. April 1961 in Bremen) war ein deutscher Jurist und Politiker (USPD, SPD).

## Biografie
Künkler war der Sohn eines Stadtgeodäts. Er besuchte das Gymnasium und studierte anschließend zunächst Chemie an der Universität Freiburg und der Universität Leipzig sowie Rechtswissenschaften an der Universität Marburg und der Humboldt-Universität zu Berlin. Er promovierte 1900 in Marburg zum Dr. jur.
Ab 1902 war er in Bremen tätig, zu Anfang in der Polizeidirektion. Er wurde 1906 Regierungsrat, 1908 Senatssekretär und 1909 Syndicus der Freien Hansestadt Bremen.
Nach dem Ersten Weltkrieg trat er 1918 der USPD bei und behielt sein Amt beim Senat. In der verfassunggebenden Bremer Nationalversammlung war er Fraktionsvorsitzender der USPD. Er wirkte in dem wichtigen Verfassungsausschuss. Künkler und die USPD kritisierten den von Senator Theodor Spitta maßgeblich geprägten Verfassungsentwurf. Er forderte mit einem alternativen Entwurf eine weitergehende Verfassung mit mehr Rechten für die Volksvertreter, vor allem für die Arbeiter (großer Arbeiterrat mit Vetorechten, Wahl der Richter durch die Bürgerschaft, mehr Rechte der Arbeiter, abhängiger Senat, Sozialistischer Freistaat). Sein Entwurf für eine sozialistische Verfassung fand keine Mehrheit. 
Von 1920 bis 1921 wurde er für die USPD in die Bremer Bürgerschaft gewählt und er vertrat mit großer Entschiedenheit die Positionen der USPD. 1920 gründete er erfolglos eine selbstständige Praxis als Rechtsanwalt im Bremer Gewerkschaftshaus. In den 1920er Jahren nahm er dann verschiedene Ämter in Thüringen und Sachsen wahr und gehörte nun der SPD an. Er wurde schließlich Oberverwaltungsgerichtsrat in Dresden. Am 12. Januar 1934 wurde er in den Ruhestand versetzt. Ab März 1934 wohnte er in Hannover und ab 1953 wieder in Bremen.